# Victor Mukete
Nfon Victor Esemingsongo Muket, conocido como Victor Mukete (Kumba I, 15 de noviembre de 1918-Yaundé, 10 de abril de 2021) fue un político y jefe tradicional camerunés. Fue ministro de Información en Nigeria antes de la reunificación de Camerún del Sur con la Camerún francesa desde 1958 a 1959. También fue senador.

## Biografía
Nfon Victor Esemingsongo Mukete nació el 15 de noviembre de 1918 en Kumba I. Fue educado en la Escuela Gubernamental Kumba, 1926-32 y entonces procedió al Instituto Gubernamental Umuahia, con la beca del gobierno para sus estudios escolares secundarios de 1933 a 1938. En 1939, ingresó a la Universidad Yaba. La mayoría del alumnado que fue al Instituto Gubernamental Umuahia fueron a la Universidad Yaba, la cual era la única institución científica de mayor reconocimiento de la época. También asistió a la Universidad de Mánchester, Inglaterra, 1948-51 y a la Christ's College de la Universidad de Cambridge de 1951 a 1952.
Fue agricultor y botánico por entrenamiento.
Fue padre del empresario Colin Ebarko Mukete.
Falleció el 10 de abril de 2021 a la edad de 102 años, en el Hospital Central Yaundé después de una prolongada enfermedad.

## Jefe tradicional
Victor Mukete fue líder supremo del Bafaw. Su trono estaba en el palacio Nfon en Kumba I.

## Política
Victor Mukete fue Ministro Federal Nigeriano sin Portafolio en 1955 y luego Ministro de Investigación e Información de 1958 a 1959. Este fue el último puesto político que tuvo en Nigeria antes que Camerún del Sur se unificara y llegara a ser la República de Camerún en octubre de 1961.
Su estatura política continuó creciendo en un Camerún unificado. Primero llegó a ser presidente de la Empresa de Desarrollo del Camerún (CDC) de 1960 a 1982; y fue miembro de la Asamblea Nacional de Camerún como Juez del Tribunal de Destitución. Más tarde llegó a ser miembro del Consejo Económico y Social; vicepresidente de la Cámara de Comercio, Minas, Industria y Oficios de Camerún y después su presidente honorario.
Mukete fue el "doyen d'age" del Senado de Camerún (el más viejo miembro del Senado camerunés) y permaneció tan influyente en Camerún a la edad de 100 años, igual que en la Nigeria de la era preindependencia.

## Libros
Mi Odisea: La Historia de Reunificación de Camerún, con letras auténticas de personajes claves. Yaundé, Camerún: Eagle Publishing. [2013]